# Elena Torres Cuéllar
Elena Torres Cuéllar (Mineral de Mellado, Guanajuato, 3 de junio de 1893–México,19 de octubre de 1970) fue una líder revolucionaria, feminista, educadora progresista y escritora mexicana. Como miembro del partido comunista, fue la única mujer que participó en la primera reunión del Partido Socialista de Yucatán efectuada en Mérida en 1917, a donde acudió en representación de la Liga Central de Resistencia. Fundó el Consejo Feminista Mexicano en 1919, que luchó por mejorar las condiciones sociales y económicas de las mujeres, como promover el derecho al sufragio femenino, y también realizó considerables esfuerzos para mejorar la educación en México, especialmente al facilitar la formación de maestros de primaria en las zonas rurales.

## Biografía
Elena Torres Cuéllar nació en junio de 1893 (según algunos autores el 3 y otros el 23) en Mineral de Mellado, Guanajuato, sus padres fueron Macedonio Torres y Francisca Cuéllar. Realizó sus primeros estudios en escuelas públicas y asistió a clases nocturnas en la Escuela Normal de Guanajuato, mientras trabajaba en el hospital de la mina durante el día. Estudió contabilidad, mecanografía y dibujo, se graduó en 1912 y se convirtió en directora de la Escuela Normal. También enseñó en la escuela primaria de Silao y en la Casa del Obrero Mundial, una organización sindical anarquista que tenía sucursales en todo México. Los métodos de enseñanza socialista, basados en principios «científicos» se habían traído a México desde España. Torres y los profesores con los que trabajó se radicalizaron cada vez más y preferían el método racional español que las escuelas parroquiales católicas.
Comenzó a escribir artículos contra el régimen del porfiriato a partir de 1909, con los nombres de pluma de «Julieta» y «Guanajuatense». Asistió al Primer Congreso Feminista de México celebrado en Mérida, Yucatán, en enero de 1916 y colaboró con el gobernador Salvador Alvarado, quien brindó apoyo para la realización del segundo congreso celebrado en noviembre del mismo año, en el que se abordaron una gran variedad de temas, que incluían: empleo, educación, sufragio, control de la natalidad y divorcio. Impresionado por el rendimiento de Torres, el gobernador Alvarado se animó a fundar una escuela Montessori en Mérida, la capital del estado, que fue la primera escuela de su tipo en México. En 1918 se asoció a la Tercera internacional de Trotski, apoyando a Felipe Carrillo Puerto en el establecimiento del Partido Socialista de Yucatán, en el que hizo campaña por los derechos de las mujeres. Entre 1919 y 1920, junto con María del Refugio García, fundó el Consejo Feminista Mexicano en la Ciudad de México, que luchaba por los derechos sociales para las mujeres y su derecho al voto. En 1921, en el Segundo Congreso de Trabajadores en Izamal, Torres insistió en que las mujeres deberían asistir a congresos y expresar sus opiniones.
Torres representó al Consejo Feminista Mexicano en la convención de la Liga de Mujeres Sufragistas celebrada en Baltimore en 1922, donde también asistió a la Primera Conferencia Panamericana de Mujeres junto a una delegación de mexicanas y fue elegida vicepresidenta de la asociación para América del Norte. Creó el capítulo mexicano de la Asociación Panamericana para el Progreso de la Mujer en la Ciudad de México y organizó la Primera Convención Nacional de Mujeres en 1923, donde desempeñó un papel importante en la resolución de las diferencias entre las delegadas conservadoras y las feministas radicales de Yucatán.
A partir de 1921 desempeñó un papel cada vez más importante en el frente educativo durante el mandato de José Vasconcelos como ministro de Educación. Ese año se organizó un programa de desayunos gratuitos en las escuelas estatales, Torres lo dirigió e incluso sirvió personalmente muchas de las comidas. En el primer año se alimentó a casi 3000 alumnos diariamente y al año siguiente el número aumentó a 12 000 estudiantes por día. También luchó activamente para mejorar la formación de los maestros y se convirtió en jefe de la oficina de Misiones Culturales cuyo objetivo era mejorar las condiciones para los maestros de primaria, especialmente para los que trabajan en las zonas rurales. Para 1926 se habían establecido seis misiones que cubrían a más de 2000 maestros rurales, que se ampliaron a 18 misiones y más de 4000 maestros en los siguientes diez años.
Torres recibió una beca internacional para estudiar en el extranjero en 1924 y decidió completar sus estudios en el Teachers College de la Universidad de Columbia en Nueva York. Durante su estancia en los Estados Unidos asistió a la Conferencia Panamericana de Mujeres de 1925 que se llevó a cabo en Washington D. C. y regresó a México en 1926. Al principio fue asignada nuevamente al proyecto de misiones de enseñanza rural, pero fue nombrada profesora principal de la Facultad de Letras en la Escuela Normal Superior el 17 de mayo de 1926. El año siguiente perdió el cargo debido a sus críticas al presidente Plutarco Elías Calles, volvió a los Estados Unidos y trabajó como profesora de español en la International School of Missouri. Estuvo brevemente en México para apoyar la campaña presidencial de José Vasconcelos en 1929, pero cuando Pascual Ortiz Rubio ganó las elecciones retornó nuevamente a los Estados Unidos.
Recibió un nombramiento de la Secretaría de Educación Pública el 1 de febrero de 1932 y volvió al proyecto de la escuela normal rural. En 1933, en un programa innovador, dio clases de economía doméstica en la radio. El plan era transmitir los programas educativos a las escuelas granja de todo el país. Fue asignada al Cuerpo Técnico de Educación Rural en 1934, para crear un plan de estudios estándar para la enseñanza de economía doméstica. Ese mismo año viajó a una conferencia regional en Chile y en el otoño hizo viajes a Costa Rica, Ecuador, Panamá y Perú para hablar sobre la educación rural en México y visitar las instalaciones educativas de los diferentes países; también viajó a Venezuela en 1936. Fue nombrada directora de la Oficina de Asuntos de Educación Primaria Rural y Urbana en 1937, su logro más importante en este puesto fue una encuesta de las circunstancias económicas y sociales de los residentes locales de 338 pueblos de México realizada el mismo año. Fue nombrada inspectora de educación primaria en 1942 y trabajó en ese puesto hasta 1955. Durante este período también fue asesora de la UNESCO.
Torres falleció el 19 de octubre de 1970.